# 聂功成
聂功成（1928年1月4日—），曾用名聂培业，山东莱州人，中华人民共和国政治人物、外交官。

## 生平
聂功成1944年4月参加革命。1947年1月，加入中国共产党。1950年，分配至华东革命大学政治研究院工作。1952年，分配至大同大学担任党支部副书记。1953年，在华东行政委员会文教委员会办公厅工作，主管人事科。1954年，大区撤销，聂功成被选调至中国人民大学外交系学习。1955年，人大外交系独立设置为外交学院。
1958年，从外交学院毕业，进入外交部领事司工作，任三科（护照签证科）副科长。1960年初，外派印度尼西亚工作。1961年4月，任驻印度尼西亚大使馆登巴萨选籍办事处主任。1962年11月，任驻马辰领事馆副领事，后升任领事。1964年11月，回国任外交部领事司副处长。1969年4月，外派驻卡拉奇总领事馆领事，并代理馆长。1972年2月，调派圭亚那，任中国驻圭亚那商务办事处主任。同年6月，中国和圭亚那建交，改任驻圭亚那大使馆政务参赞。1974年8月，调任驻委内瑞拉大使馆政务参赞。
1978年，回国任外交部领事司副司长。1980年11月，升任领事司司长。1983年11月，出任中华人民共和国驻澳大利亚大使。1986年10月，自驻澳大利亚大使离任。11月，回任外交部领事司司长。1989年11月，卸任外交部领事司司长一职。

## 作品
- 回忆录《关山度若飞——我的领事生涯》，2009年4月，新华出版社